# Bulgaria Air
Bulgaria Air (en Búlgaro: България Ер) es la aerolínea nacional de Bulgaria. Su base y centro de distribución de tráfico es la capital, Sofía. La Empresa es propiedad de Himimport Inc.
Bulgaria Air es segunda en términos de cuota de mercado detrás de Wizz Air.  La flota de la empresa es de 9 aeronaves y vuela a 26 destinos en 18 países. Se convirtió desde entonces, 20 de noviembre de 2008 Bulgaria Air en un miembro de IATA. Cuenta con 1236 empleados.

## Historia
La aerolínea fue fundada en 2002 como sucesora de la quebrada aerolínea Balkan Bulgarian Airlines. Por orden del ministro de Transportes y Comunicaciones fue declarada aerolínea de bandera en noviembre de 2002. El nombre y el logotipo fueron creados por concurso público. La aerolínea comenzó a volar el 4 de diciembre de 2002 en un vuelo combinado entre Sofía, Londres y París. La privatización llegó en 2006. A pesar de que los rumores apauntaban a que el Gobierno pretendía poner la aerolínea en manos de inversores internacionales, fue una pequeña línea aérea búlgara, Hemus Air, la que se quedó con la compañía. Actualmente Bulgaria Air es una aerolínea privada y se encuentra en pleno proceso de expansión internacional.

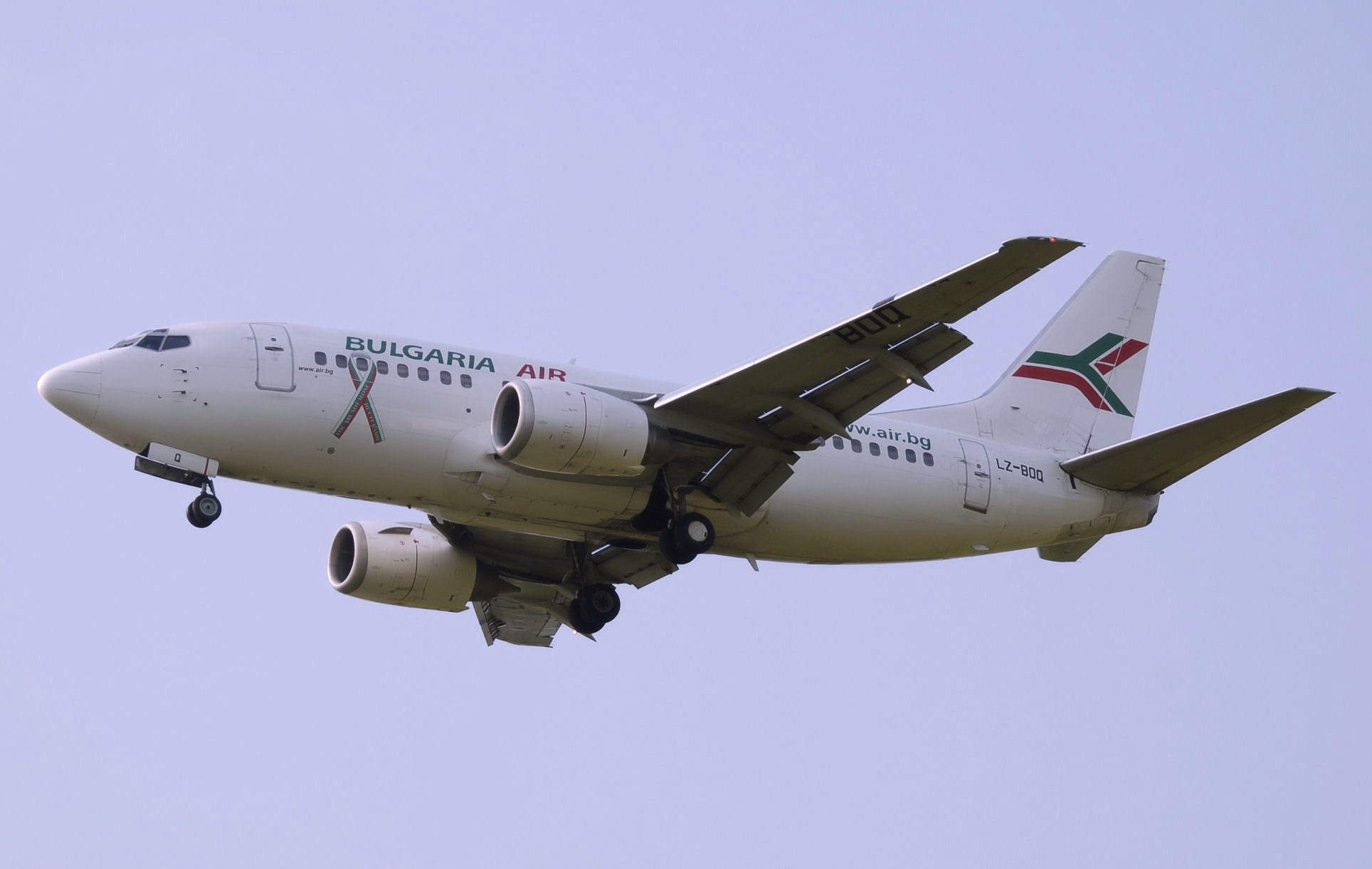
Bulgaria Air Boeing 737-500.

Sus socios principales son KLM, Air France, Brussels Airlines, Czech Airlines, LOT Polish Airlines, Malev Hungarian Airlines, Virgin Atlantic, Austrian Airlines, ITA Airways & Aeroflot.

## Flota

### Flota Actual
La flota de Bulgaria Air está formada por los siguientes aparatos con una edad promedio de 8,8 años (a septiembre de 2024):
| Airbus A220-100 | 1  | — |        |  |  |  |
| Airbus A220-300 | 4  | — | C8Y135 |  |  |  |
| Airbus A319-112 | 1  | — | C8Y132 |  |  |  |
| Airbus A320-214 | 5  | 1 | Y180   |  |  |  |
| Embraer 190AR   | 4  | — | Y108   |  |  |  |
| Total           | 15 | 1 |        |  |  |  |